# Sennefriedhof

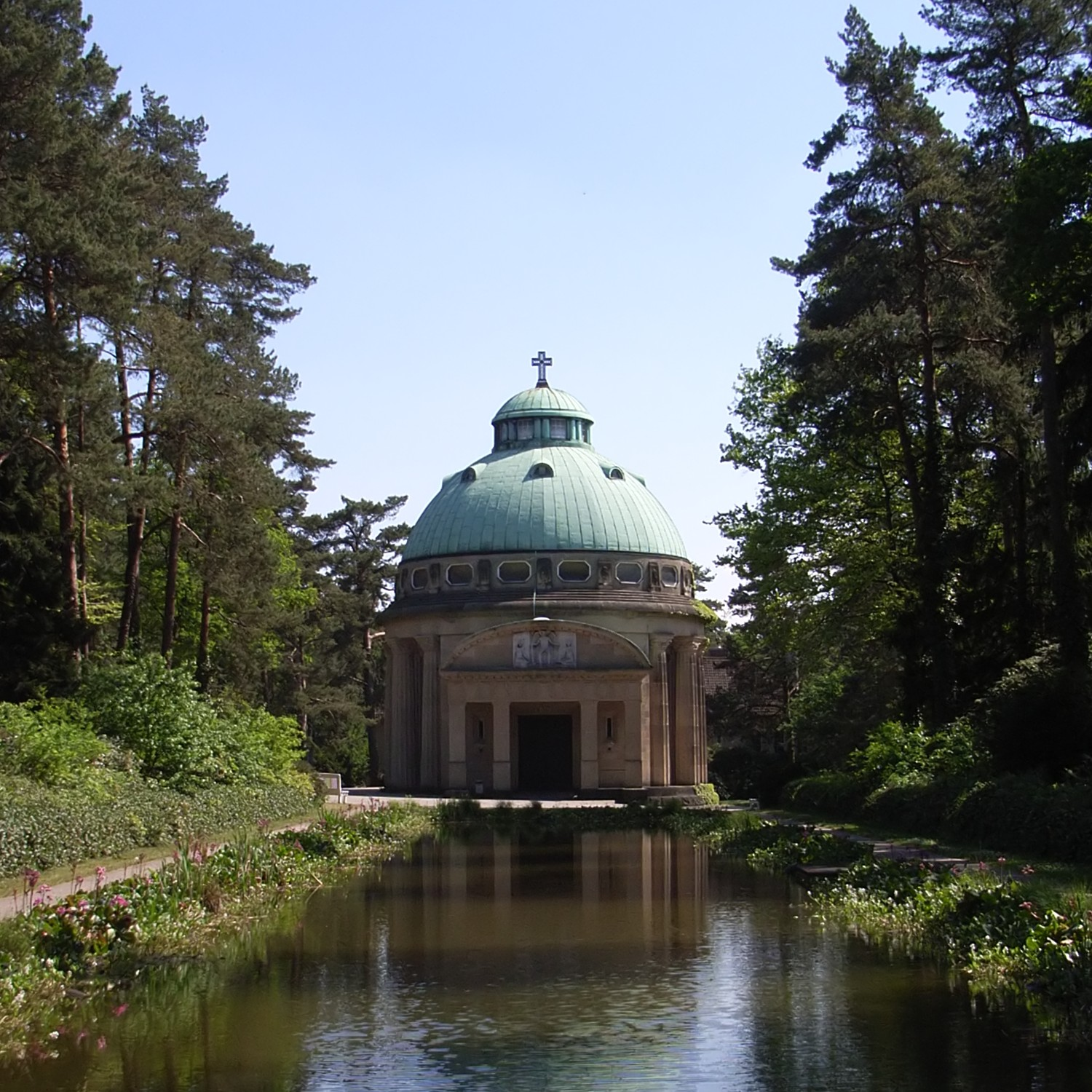
Alte Kapelle

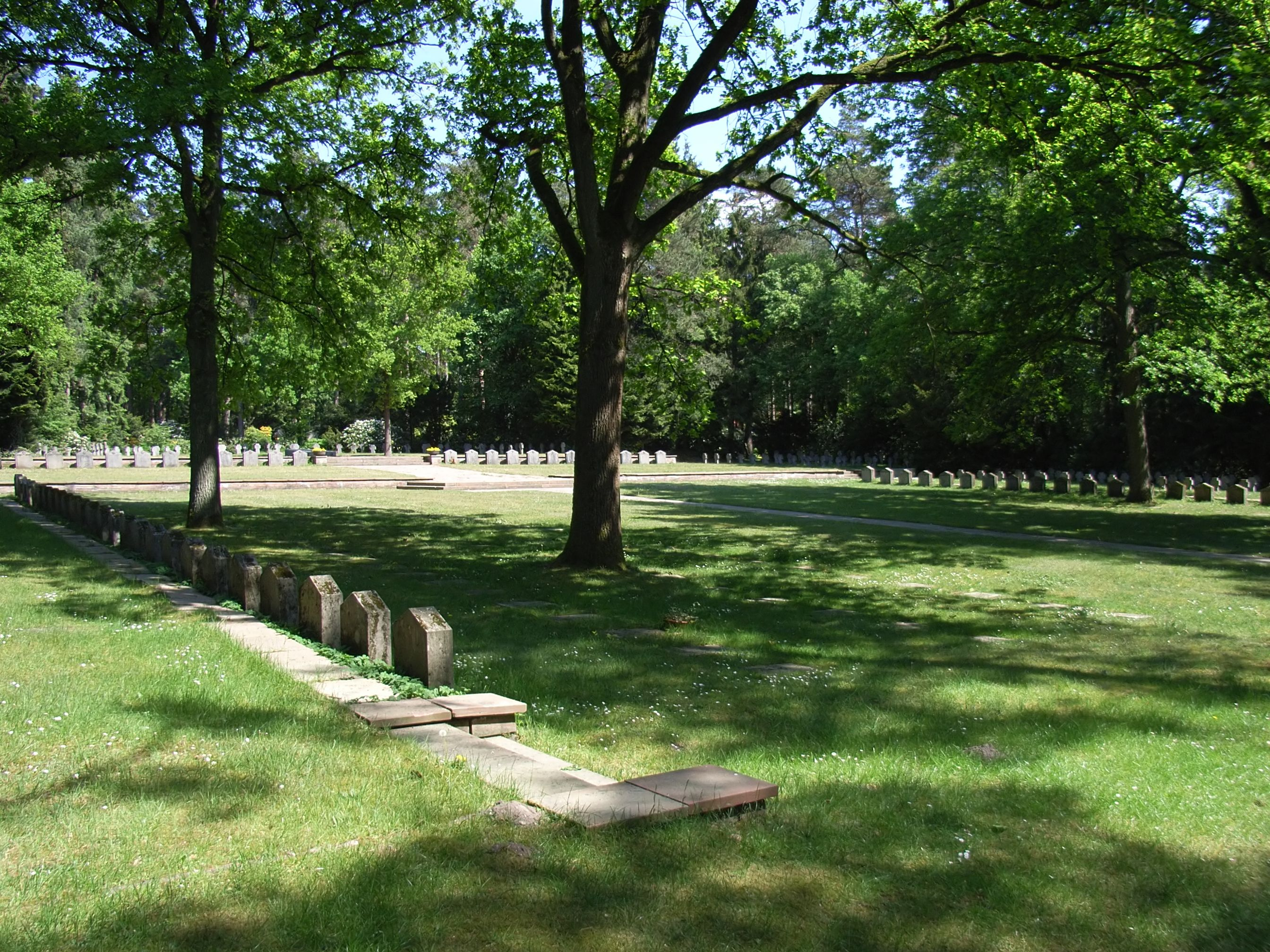
Kriegsgräberstätte für Gefallene des Ersten und Zweiten Weltkrieges

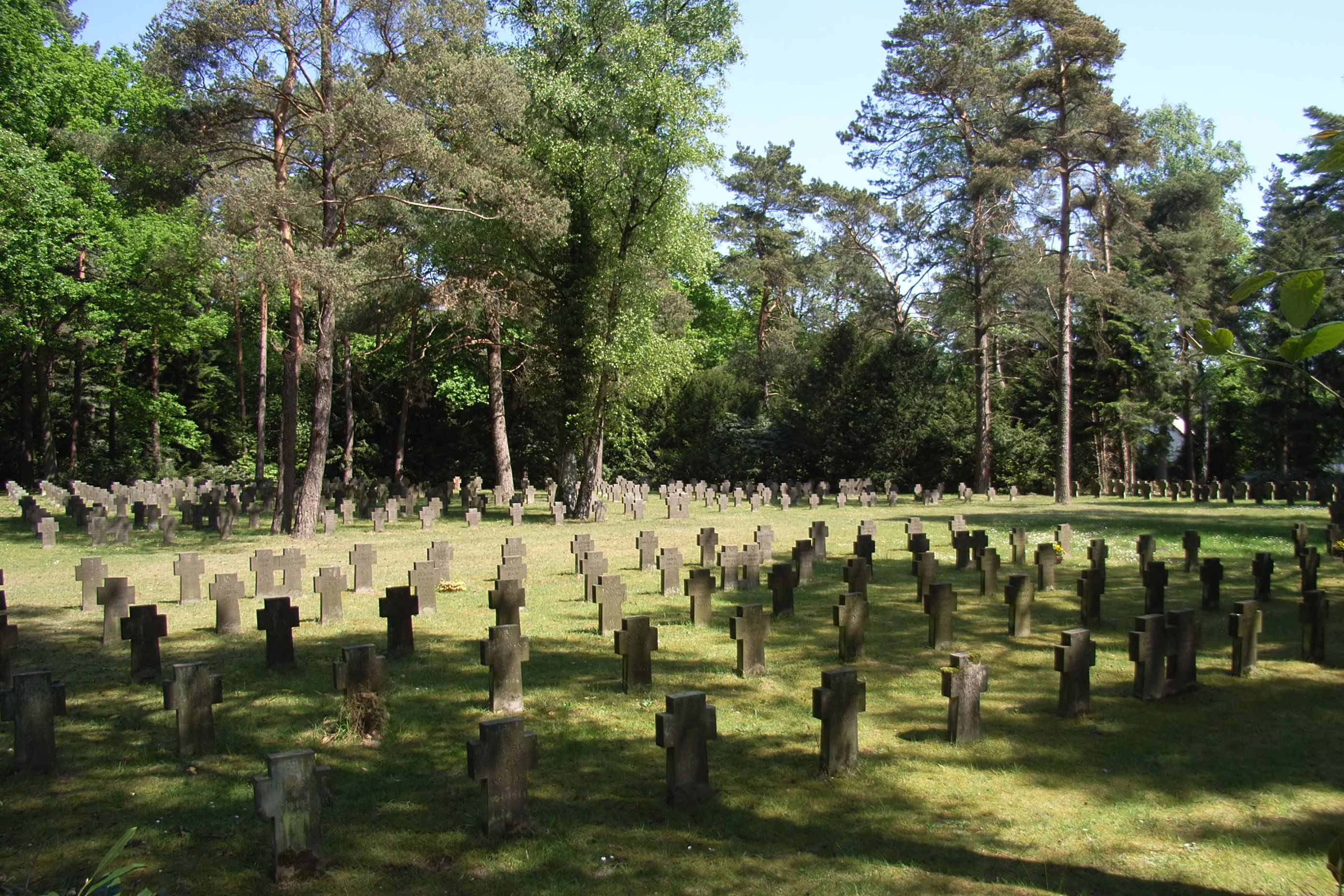
Bombenopferehrenfeld für die Opfer der Bombenangriffe auf Bielefeld im Zweiten Weltkrieg

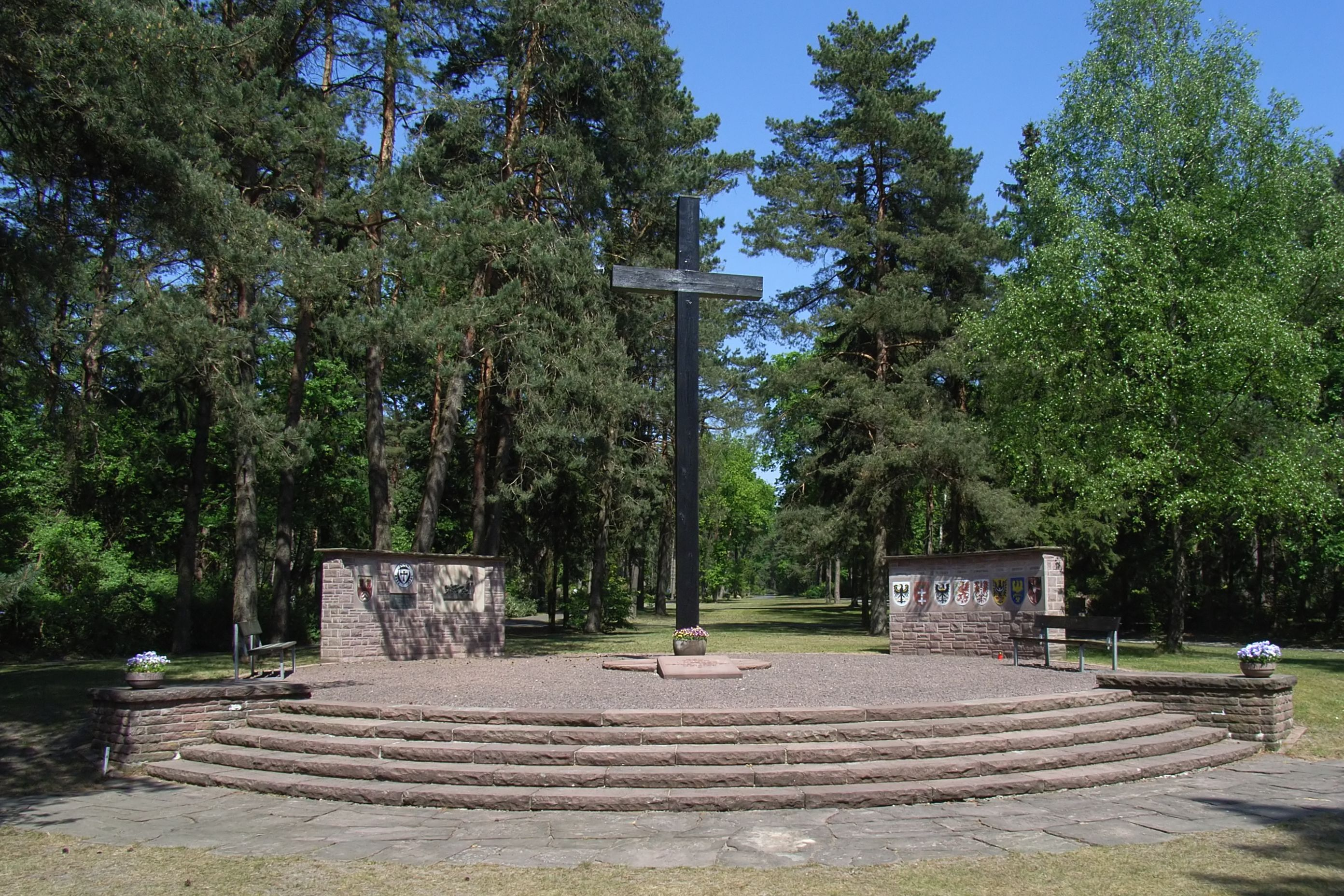
Gedenkstätte für die ostdeutschen Landsmannschaften

Der Sennefriedhof ist ein Friedhof der Stadt Bielefeld. Die im Stadtbezirk Senne gelegene Anlage gehört mit knapp 100 Hektar zu den größten Friedhöfen Deutschlands.

## Geschichte
Für die zunehmende Bevölkerung der Stadt Bielefeld reichten 1900 die drei bisherigen Friedhöfe nicht mehr aus. Der damalige Oberbürgermeister der Stadt, Rudolf Stapenhorst, entwickelte zusammen mit Stadtbaurat Friedrich Schultz (1876–1945) und Gartenbaudirektor Paul Meyerkamp das Konzept einer neuen Friedhofsanlage vor den Toren der Stadt.
Ab 1902 begann die Stadt mit dem Kauf der Grundstücke für die geplante 61,6 Hektar große Fläche im Süden der Stadt, etwa sechs Kilometer von der Stadtmitte entfernt.
Ausschlaggebend für den Standort waren die landschaftlich reizvolle Lage am Teutoburger Wald und die recht günstigen Grundstückspreise in der sandigen und wenig fruchtbaren Senne. Aber auch die Möglichkeit, die 1908 eröffnete Straßenbahnlinie nach Brackwede zum Friedhof weiterführen zu können, wurde berücksichtigt. Von 1910 an wurde der erste 32 Hektar große Teil des Friedhofs erschlossen und schließlich am 15. August 1912 eröffnet. Die Inbetriebnahme der verlängerten Straßenbahnlinie erfolgte kurze Zeit später.
Im Zuge des Ersten Weltkriegs wurde eine 8.000 m² große Kriegsgräberstätte angelegt, in den 1920er Jahren erfolgte die erste Erweiterung der Anlage. Das Verwaltungsgebäude am Haupteingang wurde 1936 eröffnet. 1940 folgte die Anlegung einer weiteren Kriegsgräberstätte, diesmal für die gefallenen Soldaten des Zweiten Weltkriegs. Unmittelbar nach Kriegsende wurde die Mahn- und Ehrenanlage für die Opfer der NS-Gewaltherrschaft eröffnet, die an 15 Widerstandskämpfer aus Bielefeld erinnert.
Eine weitere Vergrößerung des Friedhofsgeländes fand im Rahmen des Wiederaufbaus statt, seine heutige Größe von 98 Hektar erhielt der Friedhof 1955. 1960 wurde die im Südwesten gelegene Neue Kapelle fertiggestellt, die Alte Kapelle wurde ab 1969 umfassend renoviert.
Zahlreiche neue Wege und Tore erhielt der Friedhof Anfang der 1980er Jahre nach dem Umbau der Brackweder Straße, der damaligen B 68. Seit 1986 ist der Sennefriedhof Leitfriedhof der Stadt Bielefeld. Die Einrichtung von islamischen Grabfeldern erfolgte 1995, 1998 der Neubau des Krematoriums.

## Der Friedhof heute
Der Sennefriedhof steht heute auf Antrag auch Bürgern außerhalb Bielefelds offen. Für muslimische, yezidische und orthodoxe Glaubensgemeinschaften gibt es spezielle Grabfelder, ein Feld für Streuasche ist vorhanden. Angeboten werden Wahl- und Reihengräber für Erd- und Urnenbestattungen, darüber hinaus sind Teile des Friedhofs für anonyme Beisetzungen und verstorbene Kinder festgelegt.

## Architektur der Anlage
Die sich in einer Ausdehnung von gut 2.000 Metern von Nord nach Süd erstreckende Anlage wurde als Waldfriedhof innerhalb der Heidelandschaft der Senne angelegt. Die vielschichtige und besondere Bepflanzung – es befinden sich etwa unter den 98 Moosarten 20 % auf der Roten Liste der gefährdeten Moose – stellt den Friedhof als stadtökologisch wertvolles Biotop dar. Im Süden der Anlage findet man eine mit sandflächentypischer Vegetation besiedelte Düne, eine für die sandreiche und wenig fruchtbare Senne typische Heidefläche.
Der Friedhof wurde nach dem Münchner Waldfriedhof die zweite Anlage in Deutschland, die den Reformbestrebungen hin zu einer neuen Friedhofskultur nach 1900 folgte und als Schwerpunkte die Naturnähe und zugleich Schlichtheit in der Grabmalgestaltung, jedoch mit hohem künstlerisch-formalen Anspruch anstrebte. Der Architekt Emil Högg äußerte sich zum Ergebnis des vorangegangenen Wettbewerbs der Stadt Bielefeld: „Auf diese Weise wird unser Friedhofshandwerk allmählich wieder festen künstlerischen Boden unter die Füße bekommen und sich von dem erdrückenden Übergewicht der durch den Handel vertriebenen schablonenhaften  Massenindustrie befreien.“
Die im Reformstil errichtete, 24 Meter hohe Friedhofskapelle – die heutige Alte Kapelle – wurde am 17. Juni 1913 im nördlichen Teil der Anlage eröffnet. Das vom Bildhauer Hans Perathoner gestaltete Giebelfeld zeigt unter anderem einen nackten Männerkörper, was besonders in früheren Jahren für Aufsehen sorgte. Die Kuppel umfasst einen Fries von 16 farbig verglasten Fenstern des Bielefelder Glasmalers Karl Muggly mit Darstellungen der vier Evangelisten und schwebenden Engeln. Die beiden Eingangsbauten am Eingang Brackweder Straße bilden ein architektonisches Ensemble und stehen ebenfalls unter Denkmalschutz.
Auf dem Sennefriedhof finden sich zahlreiche Grabmale, die von bekannten Künstlern wie Käthe Kollwitz, Georg Kolbe oder Peter August Böckstiegel gestaltet wurden. Die fachliche Beurteilung der Grabsteine wurde durch den Bildhauer Arnold Rickert (1889–1974; Professor der Kunstgewerbeschule Bielefeld) gewährleistet. Auch nach Rickerts Tod wurde dieser einzigartige Versuch, die Grabmalgestaltung auf einem hohen Niveau zu halten, fortgesetzt.

## Gedenkstein für politisch Verfolgte

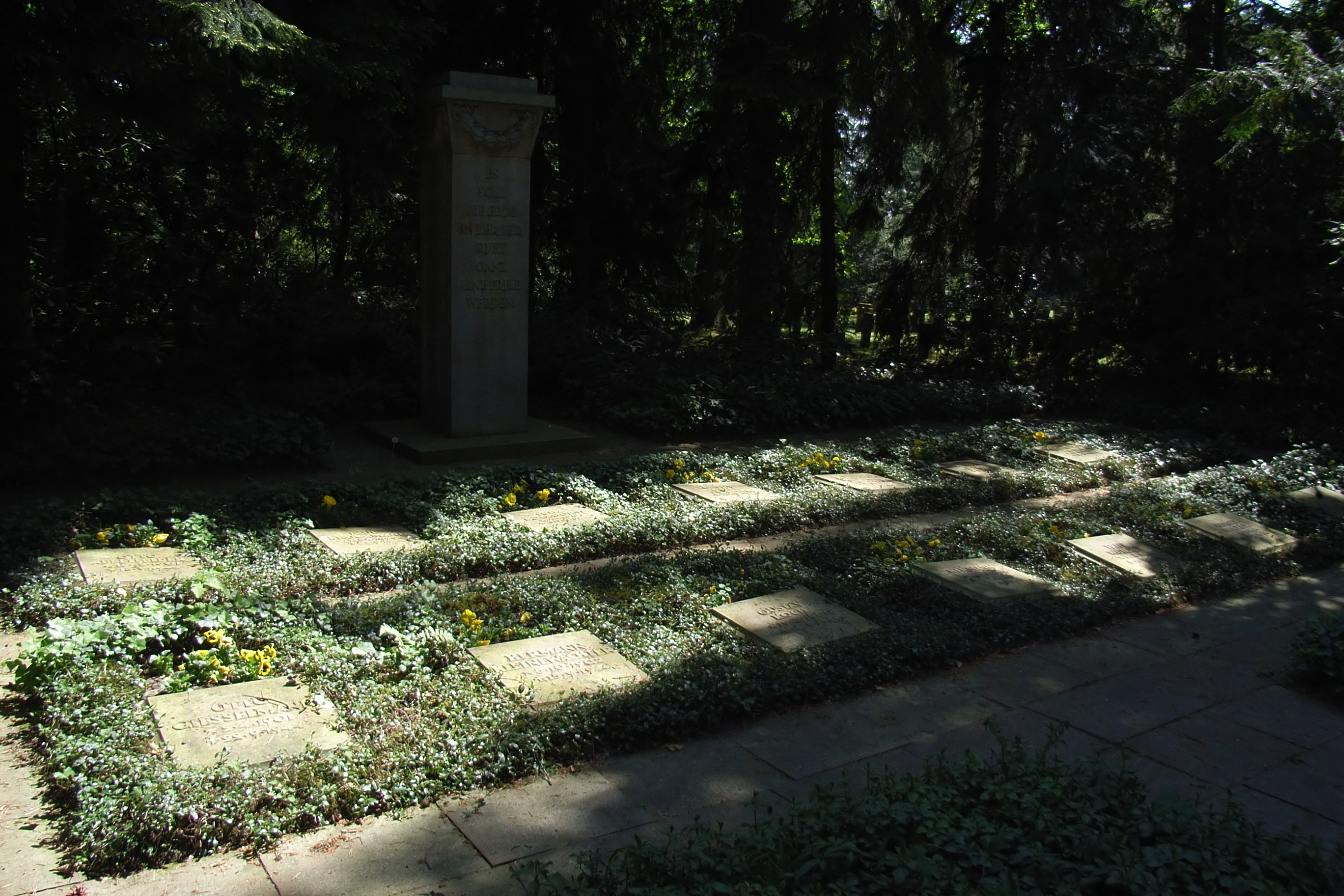
Gedenkstein und Ehrenanlage für die politisch verfolgten der NS-Gewaltherrschaft

Im Dezember 1945 wurde auf dem Sennefriedhof ein Sondergrabfeld für 13 politisch Verfolgte, die in Dortmund im September 1944 hingerichtet worden waren und ursprünglich dort in einer Ecke verscharrt wurden, angelegt. Die Arbeiter von Dürkopp Adler und Benteler hatten oppositionelle Betriebsgruppen gegründet, in denen sie Feindsender gehört hatten und gegen das Regime agitiert hatten.
Am 12. September 1948 wurde ein Gedenkstein für politisch Verfolgte auf dem Sondergrabfeld hinzugefügt. Auf dem Gedenkstein steht, neben den Namen der Antifaschisten: "Es soll die Erde, in der Ihr ruht, ganz eine freie werden."
Ebenfalls wurde der Schriftsteller und sozialdemokratische Politiker Max Sachs auf das Sondergrabfeld umgebettet, da seine Witwe bis nach dem Krieg in Bielefeld lebte.
Ebenso der Bielefelder Sozialdemokrat Oskar Grube, der 1941 im KZ Sachsenhausen ermordet wurde.

## Grabstätten bekannter Personen
- Werner Bock (1898–1964), Gewerkschaftsvorsitzender (GTB)
- Gustav Engel (1893–1989), Historiker
- Carl Severing (1875–1952), sozialdemokratischer Politiker
- Walter Seidensticker sen. (1895–1969), Textilfabrikant
- Max Sachs 1883–1935  Journalist, Redakteur, Sozialdemokrat und Widerständler gegen das NS-Regime

## Sonstiges
- Der Sennefriedhof erhielt 2015 den Bestattungen.de-Award als schönster Friedhof Deutschlands.[6][7]